# Большой Невидим
Большой Невидим — солёное озеро атмосферно-паводкового типа, расположенное на просторах Тобол-Ишимского междуречья, в Лебяжьевском и Половинском районах Курганской области, к юго-востоку от озера Калмацкое.

## Общие сведения
Площадь озера составляет 18,5 км². Высота над уровнем моря — 142 м. Длина озера около 6,7 км, ширина в центральной части достигает 3,3 км.

## Описание
Водоём имеет чашеобразнную форму, вытянутую в меридиональном направлении. Береговая линия слабо изрезана. Значительных притоков не имеет, питание озера происходит за счет атмосферных осадков. Берега низменные, заросшие камышом, на востоке заболоченные (болото Тимино), на юге и севере — солончаки. Ближайший населённый пункт, деревня Гусиное, находится в 3 км к юго-западу.

## Животный мир
В озере водится пелядь, карась, ротан; изредка случаются заморы. В межсезонье при перелете на берегах озера останавливаются тысячи птиц, в том числе хохлатая чернеть и гоголь.